# Fritillaria usuriensis
Fritillaria usuriensis är en liljeväxtart som beskrevs av Carl Maximowicz. Fritillaria usuriensis ingår i Klockliljesläktet och i familjen liljeväxter. Inga underarter finns listade.